# Guillermo Endara Galimany

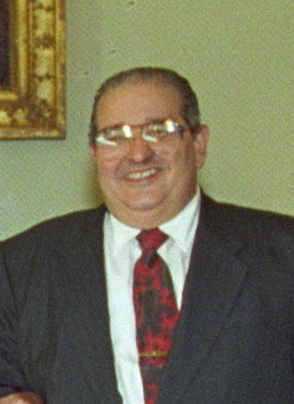
Guillermo Endara Galimany, 1993

Guillermo Endara Galimany (* 12. Mai 1936 in Panama-Stadt; † 28. September 2009 ebenda) war Jurist, Politiker und vom 20. Dezember 1989 bis zum 1. September 1994 Staatspräsident Panamas.

## Leben
Guillermo Endara studierte Medizin an der Universität von Tulane und Rechnungswesen am Seale Business College in New Orleans.
Im Mai 1989 wurde er als Kandidat der Allianz oppositioneller politischer Parteien (ADOC) mit 62,5 % zum Präsidenten Panamas gewählt. Sein Gegenkandidat von der Revolutionären Demokratischen Partei (PRD), Manuel Noriega, der bis zu diesem Zeitpunkt mit diktatorischer Gewalt über das Land geherrscht und sich ein Drogenkartell aufgebaut hatte, erreichte 24,9 % der Stimmen, wollte jedoch seine Niederlage nicht anerkennen. Möglicherweise war dies der Auslöser für die US-amerikanische Invasion (Operation Just Cause) Panamas im Dezember 1989.
Endara wurde am 20. Dezember 1989 offiziell als Präsident der Republik Panama eingesetzt.
In seiner Regierungszeit stellte er die öffentliche Ordnung wieder her und konnte die wirtschaftliche Lage Panamas wesentlich verbessern. Während das Bruttoinlandsprodukt 1990 noch um 7,5 % gesunken war, stieg es 1992 um 8 %.
1994 übernahm Ernesto Pérez Balladares das Amt des Präsidenten.
1990 war Endara einer der Mitbegründer der Partido Arnulfista, deren Name auf den früheren Präsidenten Arnulfo Arias zurückgeht. Später distanzierte er sich allerdings von der Partei und trat der Partei Solidaridad (Solidarität) bei, für die er im Wahlkampf 2004 als Präsident kandidierte. Er unterlag allerdings Martín Torrijos von der Revolutionären Demokratischen Partei (PRD) und erhielt nur 27 % der Stimmen.
Endara starb am 28. September 2009 an den Folgen eines Herzinfarktes.
| Personendaten    | Personendaten                                      |
| ---------------- | -------------------------------------------------- |
| NAME             | Endara Galimany, Guillermo                         |
| KURZBESCHREIBUNG | panamaischer Jurist und Politiker, Staatspräsident |
| GEBURTSDATUM     | 12. Mai 1936                                       |
| GEBURTSORT       | Panama-Stadt                                       |
| STERBEDATUM      | 28. September 2009                                 |
| STERBEORT        | Panama-Stadt                                       |